# Ban Vianglouang
Ban Vianglouang – wieś położona w południowo-wschodnim Laosie, w prowincji Attapu, w dystrykcie Phouvong.